# جرج میلر (فیلم‌ساز)
جرج میلر AO (انگلیسی: George Miller؛ زادهٔ ۳ مارس ۱۹۴۵) فیلم‌ساز استرالیایی است. در طول چهار دهه فعالیت، آثار او با موفقیت هنری روبه‌رو شدند. میلر ساخت فرنچایز مکس دیوانه را در سال ۱۹۷۹ آغاز کرد که دو فیلم از این مجموعه به‌عنوان یکی از برترین فیلم‌های اکشن تاریخ ستایش شدند. او همچنین جوایز متعددی از جمله یک جایزه اسکار، یک جایزه فیلم آکادمی بریتانیا و یک جایزه گلدن گلوب به دست آورده است.
میلر با کارگردانی فیلم‌های اکشن مکس دیوانه (۱۹۷۹)، مکس دیوانه ۲ (۱۹۸۱) و مکس دیوانه: در آن سوی تاندردوم (۱۹۸۵) به شهرت رسید. او سپس کمدی تاریک فانتزی جادوگران ایست‌ویک (۱۹۸۷) و درام پزشکی زندگی‌نامه ای روغن لورنزو (۱۹۹۲) را کارگردانی کرد، که او همچنین نویسندگی آن‌ها برای او نامزدی جایزه اسکار بهترین فیلم‌نامه غیراقتباسی را به همراه داشت. او تهیه‌کننده و نویسنده فیلم کمدی-درام بیب (۱۹۹۵) بود که برای آن نامزد جایزه اسکار بهترین فیلم‌نامه اقتباسی شد و سپس فیلم بیب: خوک در شهر (۱۹۹۸) را کارگردانی کرد.
میلر برای پویانمایی کمدی-موزیکال خوش‌قدم (۲۰۰۶) برنده جایزه اسکار بهترین فیلم پویانمایی شد. او همچنین کارگردان دنباله آن خوش قدم ۲ (۲۰۱۱) شد. او با کارگردانی دنباله تحسین‌شده مکس دیوانه: جاده خشم (۲۰۱۵) به این مجموعه بازگشت که شش جایزه اسکار برد و میلر نامزد دریافت جایزه اسکار بهترین کارگردانی شد. او سپس فیلم پیش‌درآمد فیوریوسا: حماسه مکس دیوانه (۲۰۲۴) را کارگردانی کرد.
میلر که در دانشگاه نیو ساوت ولز در رشته پزشکی آموزش دیده بود، پیش از ورود تمام وقت به صنعت فیلم، چندین سال به عنوان پزشک کار کرد. او یکی از بنیانگذاران شرکت‌های فیلمسازی کندی میلر میچل و دکتر دی استودیوز است. از زمان مرگ شریک سازنده اش بایرون کندی، برادر کوچکترش بیل میلر و داگ میتچل تهیه‌کنندگی فیلم‌های بعدی او را به عهده داشته‌اند.

## آغاز زندگی
میلر در ۳ مارس ۱۹۴۵ در چینچیلا، کوئینزلند، از پدر و مادر مهاجر یونانی به‌نام‌های جیم میلر و آنجلا زاده شد. جیم (با نام مستعار دیمیتریوس) در جزیره یونانی کیثیرا به دنیا آمد. پدر جیم هنگامی که در سال ۱۹۲۰ به استرالیا مهاجرت کرد، نام خانوادگی خود را از میلیوتیس به میلر انگلیسی‌سازی کرد. خانواده آنجلا پناهندگان یونانی از آناتولی بودند که بر اثر تبادل جمعیت در سال ۱۹۲۳ آواره شدند.
میلر به مدرسه گرامر ایپسویچ و بعداً دبیرستان پسران سیدنی رفت، سپس با برادر دوقلوی خود جان در دانشگاه نیو ساوت ولز در رشته پزشکی تحصیل کرد. جرج و برادر کوچکترش کریس در سال آخر تحصیل در دانشکده پزشکی (۱۹۷۱)، فیلم St. Vincent's Revue Film را ساختند؛ یک فیلم کوتاه یک دقیقه‌ای که جایزه اول یک مسابقه دانشجویی را برای آن‌ها به ارمغان آورد.
در سال ۱۹۷۱، جرج در یک کارگاه آموزشی در دانشگاه ملبورن شرکت کرد و در آنجا با بایرون کندی، دانشجوی همکارش آشنا شد که تا زمان مرگ کندی با او دوستی پایداری برقرار کرد. کندی همکار او در تولید فیلم‌هایش بود. در سال ۱۹۷۲، میلر دوره رزیدنتی خود را در بیمارستان سنت وینسنت سیدنی به پایان رساند و اوقات فراغت خود را صرف ساخت فیلم‌های تجربی کوتاه کرد. در همان سال، میلر و کندی شرکت کندی میلر پروداکشنز را تأسیس کردند. این دو سپس در آثار متعددی با یکدیگر همکاری کردند. پس از مرگ کندی در سال ۱۹۸۳، میلر نام او را در شرکت حفظ کرد. بعداً در سال ۲۰۰۹ به کندی میلر میچل تغییر نام داد تا راهی برای شناسایی نقش تهیه‌کننده داگ میتچل در این شرکت باشد.

## زندگی شخصی

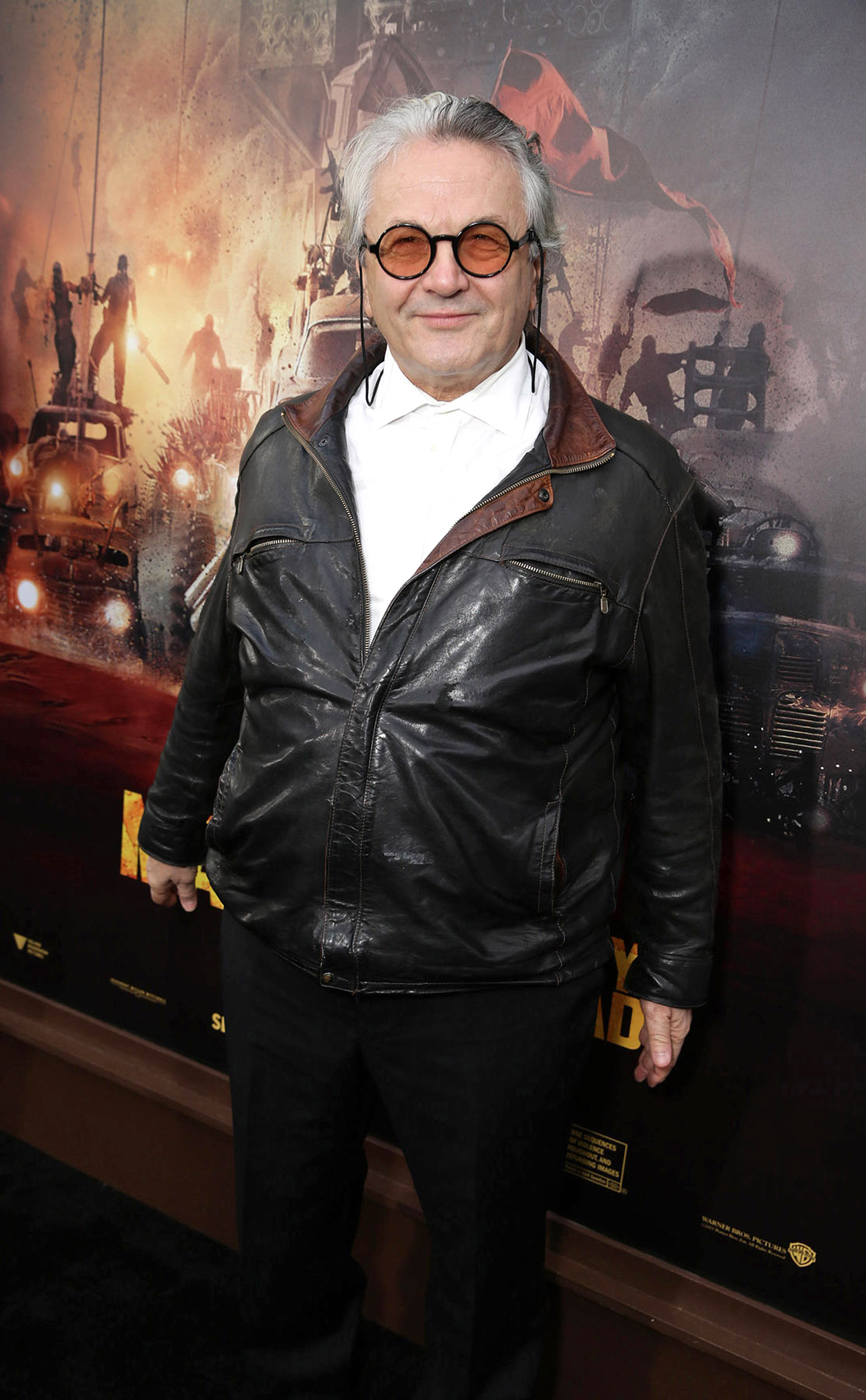
جرج میلر در سال ۲۰۱۵

میلر فمینیست است و در می ۲۰۱۵ به ونتی فر گفت: «من از یک مرد مسلط به محاصره شدن توسط زنان باشکوه تبدیل شده‌ام. من نمی‌توانم فمینیسم نباشم.»
میلر با بازیگری به نام سندی گور ازدواج کرد که از او یک دختر دارد. او در سال ۱۹۹۵ با مارگارت سیکسل تدوینگر فیلم ازدواج کرد. آنها دو پسر دارند.
میلر حامی مؤسسه فیلم استرالیا (جشنواره بین‌المللی فیلم بریزبن) و یکی از حامیان جشنواره فیلم سیدنی است.
میلر در موارد متعدد گفته است که پینوکیو (۱۹۴۰) یکی از فیلم‌های مورد علاقه او است.

## فیلم‌شناسی
- مکس دیوانه (۱۹۷۹) - نویسنده و کارگردان
- مکس دیوانه ۲ (۱۹۸۱) - نویسنده و کارگردان
- منطقه گرگ و میش (۱۹۸۳) - کارگردان
- مکس دیوانه ۳ (۱۹۸۵) - نویسنده، کارگردان و تهیه‌کننده
- جادوگران ایست‌ویک (۱۹۸۷) - کارگردان فیلم
- روغن لورنزو (۱۹۹۲) - نویسنده، کارگردان و تهیه‌کننده
- بیب (فیلم ۱۹۹۵) - نویسنده و تهیه‌کننده
- ۴۰٫۰۰۰ سال رؤیا (۱۹۹۷) - کارگردان و نویسنده
- بیب: خوک در شهر (۱۹۹۸) - کارگردان، نویسنده و تهیه‌کننده
- خوش‌قدم (۲۰۰۶) - کارگردان، نویسنده و تهیه‌کننده
- خوش قدم ۲ (۲۰۱۱) - کارگردان، نویسنده و تهیه‌کننده
- مکس دیوانه: جاده خشم (۲۰۱۵) - کارگردان، نویسنده و تهیه‌کننده
- سه هزار سال حسرت (۲۰۲۲) - کارگردان، نویسنده و تهیه‌کننده
- فیوریوسا (۲۰۲۴) - کارگردان، نویسنده و تهیه‌کننده